# ایرج اسکندری (نقاش)
ایرج اسکندری (زاده ۱۳۳۵ در کاشمر) نقاش و مجسمه‌ساز ایرانی است.

## زندگی‌نامه
ایرج اسکندری در سال ۱۳۳۵ در کاشمر متولد شد. از همان کودکی با کارگاه نقشه‌کشی قالی با این هنر سنتی مأنوس شده است. او با پرداختی تلویحی به طراحی نقشه قالی، دوره تحصیلات متوسطه را در مشهد گذراند و درسال ۱۳۵۳ پس از اتمام تحصیلات دبیرستانی به دانشکده هنرهای تزئینی راه یافت و برای طی دوره فوق لیسانس به رشته مرمت آثار باستانی روی آورد. ولی مرمت آثار باستانی نیز همچون طرح‌های تجریدی قالی، زمینه مناسبی برای بیان احساساتش نشد، پس رو به سوی فرانسه گذاشت. اما چندی بعد، انقلاب اسلامی زمینه‌ساز بازگشت او به ایران شد. این نقاش پس از انقلاب اسلامی، جدا از پرداختن به نقاشی و همکاری با وزارت فرهنگ و ارشاد اسلامی در جهت ایجاد فضای جدید هنری، به تدریس در دوره فوق لیسانس دانشکده هنرهای تزئینی پرداخت و در جریان تعطیلی موقت دانشگاه‌ها در طول انقلاب فرهنگی به خدمت سربازی رفت و عهده‌دار تبلیغات عقیدتی و سیاسی نیروی زمینی شد.
پس ازآن مجدداً به تدریس طراحی و نقاشی در دانشکده هنرهای تزئینی مشغول شد. ایرج اسکندری در مجموعه آیینه‌ها مسیری را که از نقاشی فیگوراتیو روایی به سمت انتزاع و کمینه‌گرایی در فرم و رنگ طی کرده به نمایش می‌گذارد. او که همواره در پی نمایش مفاهیم قدسی و عرفانی در آثارش بوده، در این مجموعه با الهام از هنر اسلامی شرقی، از فیگور و امر محسوس گذر کرده و در ساختاری هندسی سعی در نمایش عالم مثال دارد. استفاده از آیینه‌های کوچک و تونالیته رنگ‌های درخشان، به‌ویژه قرمز، همراه با خطوطی برجسته، ترکیبی ناب از نور و رنگ را در معرض دید قرار می‌دهد. آیینه به عنوان بازتاب‌دهنده نور جایگاهی والا در هنر اسلامی دارد و ترکیب آن با مفاهیم هنر نوگرا همواره دغدغه ایرج اسکندری بوده است. اسکندری در عرصه مجسمه‌سازی نیز فعالیت می‌کند.

## تحصیلات
- دکترای پژوهش هنر، دانشگاه هنر، ۱۳۸۴
- فوق‌لیسانس پژوهش هنر، دانشگاه هنر، ۱۳۷۴
- لیسانس نقاشی، دانشکده هنرهای تزئینی، ۱۳۵۷[۱۳][۱۴]

## نمایشگاه‌های انفرادی
- مروری بر آثار، موزه هنرهای معاصر تهران، ۱۳۹۳
- گالری نار، تهران، ۱۳۸۷
- گالری هما، تهران، ۱۳۸۵–۱۳۸۸
- گالری آریا، تهران، ۱۳۷۷–۱۳۷۹
- خانه سوره، تهران، ۱۳۶۴-۱۳۶۵-۱۳۶۶-۱۳۶۸
- اتاق بازرگانی، مشهد، ۱۳۵۰[۱۵]

## مسئولیت‌های فرهنگی و هنری
- دبیر جشنواره هنرهای تجسمی آفریقا/ ۱۳۸۶/ فرهنگستان هنر
- دبیر نمایشگاه جنبش هنر مدرن ایران/ ۱۳۸۵/ موزه هنرهای معاصر تهران
- دبیر سومین بینال نقاشی معاصر ایران/ ۱۳۷۴
- دبیر دومین بینال نقاشی معاصر ایران/ ۱۳۷۲
- دبیر نخستین بینال بین‌المللی نقاشی جهان اسلام/ ۱۳۷۹
- عضو هیئت انتخاب اولین نمایشگاه بین‌المللی طراحی معاصر ایران
- عضو هیئت انتخاب اولین، سومین و پنجمین بینال نقاشی معاصر ایران
- عضو شورای سیاست گذاری پنجمین و ششمین بینال نقاشی معاصر ایران

- عضو وابسته فرهنگستان هنر جمهوری اسلامی ایران (۱۳۸۱–۱۳۷۹)
- عضو پیوسته انجمن نقاشان ایران/ ۱۳۷۸[۱۶][۱۷]

## مسئولیت‌های اجرایی
- رئیس دانشکده هنرهای تجسمی دانشکده هنر (۱۳۷۸–۱۳۷۷)[۱۸]
- رئیس مجموعه پردیس کرج و قائم مقام رئیس دانشگاه هنر (۱۳۷۹–۱۳۷۷)
- رئیس دانشکده هنرهای تجسمی و کاربردی دانشگاه هنر (۱۳۷۷–۱۳۷۶)
- مدیر گروه نقاشی دانشکده هنر- دانشگاه الزهرا (۱۳۶۸–۱۳۶۴)
- مدیر گروه کارشناسی ارشد نقاشی دانشگاه هنر (۱۳۷۷–۱۳۷۵)
- مدیر گروه کارشناسی نقاشی- دانشگاه هنر (۱۳۷۷–۱۳۷۲)[۱۹]
- استاد دانشگاه‌های هنر[۲۰]

## فعالیت‌های هنری
- طراحی آرم دانشگاه تربیت مدرس/ ۱۳۶۰
- طراحی آرم دانشگاه یزد
- طراحی و اجرای دو نقاشی دیواری- خیابان انقلاب تهران
- طراحی و اجرای نقاشی دیواری- میدان فلسطین تهران
- طراحی و ساخت مجسمه از سنگ مرمر با عنوان متفکر - بیروت- لبنان
- طراحی و اجرای نقاشی دیواری در ابعاد ۳×۲۱ متر با عنوان انقلاب- مجموعه فرهنگی آزادی- تهران
- تصویرسازی چهار کتاب کودک و نوجوان[۲۱]
- تصویرگری کتاب گفت و گو با خدا، اثر بابک نیک‌طلب

## فروش اثر در حراج تهران
در حراج تهران که روز جمعه ۲۴ دی ماه ۱۴۰۰ به کار خود پایان داد، اثر ۴ لته ایی عقل سرخ از ایرج اسکندری با شش برابر قیمت پایه بیشترین رشد قیمت را در میان آثار ارائه شده در این حراج به خود اختصاص داد. قیمت پایه این اثر هنری ۲۰۰ میلیون تومان تخمین زده شده بود که قیمت نهایی آن یک میلیارد و دویست میلیون تومان فروش رفت.